# Ctenízids
Els ctenízids (Ctenizidae) són una família d'aranyes migalomorfes. Fou descrita per primera vegada per Tord Tamerlan Teodor Thorell l'any 1887.

## Característiques generals
Són de mida mitjana i excaven caus amb un opercle que fa de porta, fet de terra, vegetació i seda. L'opercle és difícil de veure quan està tancat perquè els materials vegetals i la terra el camuflen de manera eficaç. L'escotilla queda fixada amb seda en un costat.
Són aranyes d'hàbits nocturns, i esperen a la presa aguantant-se a l'altra banda de l'opercle amb les urpes del seu tars. Els insectes i altres artròpodes són capturats quan s'apropen a la vora del cau. L'aranya detecta la presa per les vibracions que emet i quan és prou a prop, l'aranya surt ràpidament a fora i fa la captura.
A diferència d'altres migalomorfs, els ctenízids tenen un rastellum –una filera de espines rígides– en el quelícer. Això l'utilitzen per cavar i recollir terra mentre construeixen el cau. Utilitzen els seus pedipalps i les primeres potes per tancar l'opercle quan són molestats.
Els mascles dels ctenízids anul·len les reaccions agressives de les femelles, però no se sap ben bé com ho fan. Les femelles mai s'allunyen del cau i és allà on guarden els ous, embolicats en sacs.
Entre els enemics dels ctenízids s'inclouen cert pompílids, un tipus de vespes que entren al cau, piquen l'aranya i aquesta queda immobilitzada; ponen els ous en el seu cos, normalment un per aranya, que servirà d'aliment a la larva.

## Sistemàtica
La família dels ctenízids va ser descrita per Thorell el 1887, basant-se en el gènere Cteniza. Des de l'aparició de la filogenètica molecular i la seva aplicació a les aranyes, la família ha estat desmantellada progressivament; el World Spider Catalog enumera més de 100 gèneres antigament col·locats en els ctenízids però que recentment s'han transferit a altres famílies. Els halonopròctids (Halonoproctidae) es van separar el 2018, deixant-ne només tres gèneres. Tot i així, segons un estudi de 2018 la família no és monofilètica, ja que Stasimopus no es troba en el mateix clade que els altres dos gèneres (els tres gèneres que queden dins els Ctenizidae estan ombrejats de color groc):
|  | Myrmekiaphila (Euctenizidae)                             |
|  |                                                          |
|  | \| \| Cteniza \| \| \| \| \| \| Cyrtocarenum \| \| \| \| |
|  |                                                          |
|  | Cteniza                                                  |
|  |                                                          |
|  | Cyrtocarenum                                             |
|  |                                                          |

|  | Cteniza      |
|  |              |
|  | Cyrtocarenum |
|  |              |

|  | Myrmekiaphila (Euctenizidae)                             |
|  |                                                          |
|  | \| \| Cteniza \| \| \| \| \| \| Cyrtocarenum \| \| \| \| |
|  |                                                          |
|  | Cteniza                                                  |
|  |                                                          |
|  | Cyrtocarenum                                             |
|  |                                                          |

|  | Cteniza      |
|  |              |
|  | Cyrtocarenum |
|  |              |

|  | Myrmekiaphila (Euctenizidae)                             |
|  |                                                          |
|  | \| \| Cteniza \| \| \| \| \| \| Cyrtocarenum \| \| \| \| |
|  |                                                          |
|  | Cteniza                                                  |
|  |                                                          |
|  | Cyrtocarenum                                             |
|  |                                                          |

|  | Cteniza      |
|  |              |
|  | Cyrtocarenum |
|  |              |

|  | Myrmekiaphila (Euctenizidae)                             |
|  |                                                          |
|  | \| \| Cteniza \| \| \| \| \| \| Cyrtocarenum \| \| \| \| |
|  |                                                          |
|  | Cteniza                                                  |
|  |                                                          |
|  | Cyrtocarenum                                             |
|  |                                                          |

|  | Cteniza      |
|  |              |
|  | Cyrtocarenum |
|  |              |

|  | Myrmekiaphila (Euctenizidae)                             |
|  |                                                          |
|  | \| \| Cteniza \| \| \| \| \| \| Cyrtocarenum \| \| \| \| |
|  |                                                          |
|  | Cteniza                                                  |
|  |                                                          |
|  | Cyrtocarenum                                             |
|  |                                                          |

|  | Cteniza      |
|  |              |
|  | Cyrtocarenum |
|  |              |

|  | Myrmekiaphila (Euctenizidae)                             |
|  |                                                          |
|  | \| \| Cteniza \| \| \| \| \| \| Cyrtocarenum \| \| \| \| |
|  |                                                          |
|  | Cteniza                                                  |
|  |                                                          |
|  | Cyrtocarenum                                             |
|  |                                                          |

|  | Cteniza      |
|  |              |
|  | Cyrtocarenum |
|  |              |

|  | Myrmekiaphila (Euctenizidae)                             |
|  |                                                          |
|  | \| \| Cteniza \| \| \| \| \| \| Cyrtocarenum \| \| \| \| |
|  |                                                          |
|  | Cteniza                                                  |
|  |                                                          |
|  | Cyrtocarenum                                             |
|  |                                                          |

|  | Cteniza      |
|  |              |
|  | Cyrtocarenum |
|  |              |

|  | Myrmekiaphila (Euctenizidae)                             |
|  |                                                          |
|  | \| \| Cteniza \| \| \| \| \| \| Cyrtocarenum \| \| \| \| |
|  |                                                          |
|  | Cteniza                                                  |
|  |                                                          |
|  | Cyrtocarenum                                             |
|  |                                                          |

|  | Cteniza      |
|  |              |
|  | Cyrtocarenum |
|  |              |

|  | Myrmekiaphila (Euctenizidae)                             |
|  |                                                          |
|  | \| \| Cteniza \| \| \| \| \| \| Cyrtocarenum \| \| \| \| |
|  |                                                          |
|  | Cteniza                                                  |
|  |                                                          |
|  | Cyrtocarenum                                             |
|  |                                                          |

|  | Cteniza      |
|  |              |
|  | Cyrtocarenum |
|  |              |

|  | Myrmekiaphila (Euctenizidae)                             |
|  |                                                          |
|  | \| \| Cteniza \| \| \| \| \| \| Cyrtocarenum \| \| \| \| |
|  |                                                          |
|  | Cteniza                                                  |
|  |                                                          |
|  | Cyrtocarenum                                             |
|  |                                                          |

|  | Cteniza      |
|  |              |
|  | Cyrtocarenum |
|  |              |

|  | Myrmekiaphila (Euctenizidae)                             |
|  |                                                          |
|  | \| \| Cteniza \| \| \| \| \| \| Cyrtocarenum \| \| \| \| |
|  |                                                          |
|  | Cteniza                                                  |
|  |                                                          |
|  | Cyrtocarenum                                             |
|  |                                                          |

|  | Cteniza      |
|  |              |
|  | Cyrtocarenum |
|  |              |

|  | Myrmekiaphila (Euctenizidae)                             |
|  |                                                          |
|  | \| \| Cteniza \| \| \| \| \| \| Cyrtocarenum \| \| \| \| |
|  |                                                          |
|  | Cteniza                                                  |
|  |                                                          |
|  | Cyrtocarenum                                             |
|  |                                                          |

|  | Cteniza      |
|  |              |
|  | Cyrtocarenum |
|  |              |

|  | Myrmekiaphila (Euctenizidae)                             |
|  |                                                          |
|  | \| \| Cteniza \| \| \| \| \| \| Cyrtocarenum \| \| \| \| |
|  |                                                          |
|  | Cteniza                                                  |
|  |                                                          |
|  | Cyrtocarenum                                             |
|  |                                                          |

|  | Cteniza      |
|  |              |
|  | Cyrtocarenum |
|  |              |

|  | Myrmekiaphila (Euctenizidae)                             |
|  |                                                          |
|  | \| \| Cteniza \| \| \| \| \| \| Cyrtocarenum \| \| \| \| |
|  |                                                          |
|  | Cteniza                                                  |
|  |                                                          |
|  | Cyrtocarenum                                             |
|  |                                                          |

|  | Cteniza      |
|  |              |
|  | Cyrtocarenum |
|  |              |

|  | Myrmekiaphila (Euctenizidae)                             |
|  |                                                          |
|  | \| \| Cteniza \| \| \| \| \| \| Cyrtocarenum \| \| \| \| |
|  |                                                          |
|  | Cteniza                                                  |
|  |                                                          |
|  | Cyrtocarenum                                             |
|  |                                                          |

|  | Cteniza      |
|  |              |
|  | Cyrtocarenum |
|  |              |

|  | Myrmekiaphila (Euctenizidae)                             |
|  |                                                          |
|  | \| \| Cteniza \| \| \| \| \| \| Cyrtocarenum \| \| \| \| |
|  |                                                          |
|  | Cteniza                                                  |
|  |                                                          |
|  | Cyrtocarenum                                             |
|  |                                                          |

|  | Cteniza      |
|  |              |
|  | Cyrtocarenum |
|  |              |

### Gèneres
Segons el World Spider Catalog amb data de 30 de gener de 2019, hi ha 3 gèneres reconeguts:
- Cteniza Latreille, 1829 — Europa, Àsia central
- Cyrtocarenum Ausserer, 1871 — Grècia, Turquia
- Stasimopus Simon, 1892 — Sud-àfrica

### Fòssils
Segons el World Spider Catalog versió 19.0 (2018), existeixen els següents gèneres fòssils:
- †Baltocteniza Eskov & Zonstein, 2000 Ipresià (Paleoeocè) ambre bàltic[7]
- †Electrocteniza Eskov & Zonstein, 2000 Ipresià (Paleoeocè) ambre bàltic[7]

### L'antiga classificació per superfamílies
Els ctenízids eren l'única família representant de la superfamília dels ctenizoïdeus (Ctenizoidea). Les aranyes, tradicionalment, foren classificades en famílies que van ser agrupades en superfamílies. Quan es van aplicar anàlisis més rigorosos, com la cladística, es va fer evident que la major part de les principals agrupacions utilitzades durant el segle XX no eren compatibles amb les noves dades. Actualment, els llistats d'aranyes, com ara el World Spider Catalog, ja ignoren la classificació per sobre del nivell familiar.